# Formelsammlung Trigonometrie

## Dreieckberechnung
Die folgende Liste enthält die meisten bekannten Formeln aus der Trigonometrie in der Ebene. Die meisten dieser Beziehungen verwenden trigonometrische Funktionen.
Dabei werden die folgenden Bezeichnungen verwendet: Das Dreieck {\displaystyle ABC} habe die Seiten {\displaystyle a=BC}, {\displaystyle b=CA} und {\displaystyle c=AB}, die Winkel {\displaystyle \alpha }, {\displaystyle \beta } und {\displaystyle \gamma } bei den Ecken {\displaystyle A}, {\displaystyle B} und {\displaystyle C}. Ferner seien {\displaystyle r} der Umkreisradius, {\displaystyle \rho } der Inkreisradius und {\displaystyle \rho _{a}}, {\displaystyle \rho _{b}} und {\displaystyle \rho _{c}} die Ankreisradien (und zwar die Radien der Ankreise, die den Ecken {\displaystyle A}, {\displaystyle B} bzw. {\displaystyle C} gegenüberliegen) des Dreiecks {\displaystyle ABC}. Die Variable {\displaystyle s} steht für den halben Umfang des Dreiecks {\displaystyle ABC}:
{\displaystyle s={\frac {a+b+c}{2}}}.
Schließlich wird die Fläche des Dreiecks {\displaystyle ABC} mit {\displaystyle F} bezeichnet. Alle anderen Bezeichnungen werden jeweils in den entsprechenden Abschnitten, in denen sie vorkommen, erläutert.
Es ist zu beachten, dass hier die Bezeichnungen für den Umkreisradius {\displaystyle r}, den Inkreisradius {\displaystyle \rho } und die drei Ankreisradien {\displaystyle \rho _{a}}, {\displaystyle \rho _{b}}, {\displaystyle \rho _{c}} benutzt werden. Oft werden davon abweichend für dieselben Größen auch die Bezeichnungen {\displaystyle R}, {\displaystyle r}, {\displaystyle r_{a}}, {\displaystyle r_{b}}, {\displaystyle r_{c}} verwendet.

### Winkelsumme
{\displaystyle \alpha +\beta +\gamma =180^{\circ }}

### Sinussatz
Formel 1:
{\displaystyle {\frac {a}{\sin \alpha }}={\frac {b}{\sin \beta }}={\frac {c}{\sin \gamma }}=2r={\frac {abc}{2F}}}
Formel 2:
wenn {\displaystyle \alpha =90^{\circ }}
{\displaystyle \sin \beta ={\frac {b}{a}}}
{\displaystyle \sin \gamma ={\frac {c}{a}}}
wenn {\displaystyle \beta =90^{\circ }}
{\displaystyle \sin \alpha ={\frac {a}{b}}}
{\displaystyle \sin \gamma ={\frac {c}{b}}}
wenn {\displaystyle \gamma =90^{\circ }}
{\displaystyle \sin \alpha ={\frac {a}{c}}}
{\displaystyle \sin \beta ={\frac {b}{c}}}

### Kosinussatz
Formel 1:
{\displaystyle a^{2}=b^{2}+c^{2}-2bc\ \cos \alpha }
{\displaystyle b^{2}=c^{2}+a^{2}-2ca\ \cos \beta }
{\displaystyle c^{2}=a^{2}+b^{2}-2ab\ \cos \gamma }
Formel 2:
wenn {\displaystyle \alpha =90^{\circ }}
{\displaystyle \cos \beta ={\frac {c}{a}}}
{\displaystyle \cos \gamma ={\frac {b}{a}}}
wenn {\displaystyle \beta =90^{\circ }}
{\displaystyle \cos \alpha ={\frac {c}{b}}}
{\displaystyle \cos \gamma ={\frac {a}{b}}}
wenn {\displaystyle \gamma =90^{\circ }}
{\displaystyle a^{2}+b^{2}=c^{2}} (Satz des Pythagoras)
{\displaystyle \cos \alpha ={\frac {b}{c}}}
{\displaystyle \cos \beta ={\frac {a}{c}}}

### Projektionssatz
{\displaystyle {\begin{aligned}a&=b\,\cos \gamma +c\,\cos \beta \\b&=c\,\cos \alpha +a\,\cos \gamma \\c&=a\,\cos \beta +b\,\cos \alpha \end{aligned}}}

### DieMollweideschen Formeln
{\displaystyle {\frac {b+c}{a}}={\frac {\cos {\frac {\beta -\gamma }{2}}}{\sin {\frac {\alpha }{2}}}},\quad {\frac {c+a}{b}}={\frac {\cos {\frac {\gamma -\alpha }{2}}}{\sin {\frac {\beta }{2}}}},\quad {\frac {a+b}{c}}={\frac {\cos {\frac {\alpha -\beta }{2}}}{\sin {\frac {\gamma }{2}}}}}
{\displaystyle {\frac {b-c}{a}}={\frac {\sin {\frac {\beta -\gamma }{2}}}{\cos {\frac {\alpha }{2}}}},\quad {\frac {c-a}{b}}={\frac {\sin {\frac {\gamma -\alpha }{2}}}{\cos {\frac {\beta }{2}}}},\quad {\frac {a-b}{c}}={\frac {\sin {\frac {\alpha -\beta }{2}}}{\cos {\frac {\gamma }{2}}}}}

### Tangenssatz
Formel 1:
{\displaystyle {\frac {b+c}{b-c}}={\frac {\tan {\frac {\beta +\gamma }{2}}}{\tan {\frac {\beta -\gamma }{2}}}}={\frac {\cot {\frac {\alpha }{2}}}{\tan {\frac {\beta -\gamma }{2}}}}}
Analoge Formeln gelten für {\displaystyle {\frac {a+b}{a-b}}} und {\displaystyle {\frac {c+a}{c-a}}}:
{\displaystyle {\frac {a+b}{a-b}}={\frac {\tan {\frac {\alpha +\beta }{2}}}{\tan {\frac {\alpha -\beta }{2}}}}={\frac {\cot {\frac {\gamma }{2}}}{\tan {\frac {\alpha -\beta }{2}}}}}
{\displaystyle {\frac {c+a}{c-a}}={\frac {\tan {\frac {\gamma +\alpha }{2}}}{\tan {\frac {\gamma -\alpha }{2}}}}={\frac {\cot {\frac {\beta }{2}}}{\tan {\frac {\gamma -\alpha }{2}}}}}
Wegen {\displaystyle \tan(-x)=-\tan(x)} bleibt eine dieser Formel gültig, wenn sowohl die Seiten als auch die zugehörigen Winkel vertauscht werden, also etwa:
{\displaystyle {\frac {a+c}{a-c}}={\frac {\tan {\frac {\alpha +\gamma }{2}}}{\tan {\frac {\alpha -\gamma }{2}}}}={\frac {\cot {\frac {\beta }{2}}}{\tan {\frac {\alpha -\gamma }{2}}}}}
Formel 2:
wenn {\displaystyle \alpha =90^{\circ }}
{\displaystyle \tan \beta ={\frac {b}{c}}}
{\displaystyle \tan \gamma ={\frac {c}{b}}}
wenn {\displaystyle \beta =90^{\circ }}
{\displaystyle \tan \alpha ={\frac {a}{c}}}
{\displaystyle \tan \gamma ={\frac {c}{a}}}
wenn {\displaystyle \gamma =90^{\circ }}
{\displaystyle \tan \alpha ={\frac {a}{b}}}
{\displaystyle \tan \beta ={\frac {b}{a}}}

### Formeln mit dem halben Umfang
Im Folgenden bedeutet {\displaystyle s} immer die Hälfte des Umfangs des Dreiecks {\displaystyle ABC}, also {\displaystyle s={\frac {a+b+c}{2}}}.
{\displaystyle s-a={\frac {b+c-a}{2}}}
{\displaystyle s-b={\frac {c+a-b}{2}}}
{\displaystyle s-c={\frac {a+b-c}{2}}}
{\displaystyle \left(s-b\right)+\left(s-c\right)=a}
{\displaystyle \left(s-c\right)+\left(s-a\right)=b}
{\displaystyle \left(s-a\right)+\left(s-b\right)=c}
{\displaystyle \left(s-a\right)+\left(s-b\right)+\left(s-c\right)=s}
{\displaystyle \sin {\frac {\alpha }{2}}={\sqrt {\frac {\left(s-b\right)\left(s-c\right)}{bc}}}}
{\displaystyle \sin {\frac {\beta }{2}}={\sqrt {\frac {\left(s-c\right)\left(s-a\right)}{ca}}}}
{\displaystyle \sin {\frac {\gamma }{2}}={\sqrt {\frac {\left(s-a\right)\left(s-b\right)}{ab}}}}
{\displaystyle \cos {\frac {\alpha }{2}}={\sqrt {\frac {s\left(s-a\right)}{bc}}}}
{\displaystyle \cos {\frac {\beta }{2}}={\sqrt {\frac {s\left(s-b\right)}{ca}}}}
{\displaystyle \cos {\frac {\gamma }{2}}={\sqrt {\frac {s\left(s-c\right)}{ab}}}}
{\displaystyle \tan {\frac {\alpha }{2}}={\sqrt {\frac {\left(s-b\right)\left(s-c\right)}{s\left(s-a\right)}}}}
{\displaystyle \tan {\frac {\beta }{2}}={\sqrt {\frac {\left(s-c\right)\left(s-a\right)}{s\left(s-b\right)}}}}
{\displaystyle \tan {\frac {\gamma }{2}}={\sqrt {\frac {\left(s-a\right)\left(s-b\right)}{s\left(s-c\right)}}}}
{\displaystyle s=4r\cos {\frac {\alpha }{2}}\cos {\frac {\beta }{2}}\cos {\frac {\gamma }{2}}}
{\displaystyle s-a=4r\cos {\frac {\alpha }{2}}\sin {\frac {\beta }{2}}\sin {\frac {\gamma }{2}}}

### Flächeninhalt und Umkreisradius
Der Flächeninhalt des Dreiecks wird hier mit {\displaystyle F} bezeichnet (nicht, wie heute üblich, mit {\displaystyle A}, um eine Verwechselung mit der Dreiecksecke {\displaystyle A} auszuschließen):
Heronsche Formel:
{\displaystyle F={\sqrt {s\left(s-a\right)\left(s-b\right)\left(s-c\right)}}={\frac {1}{4}}{\sqrt {\left(a+b+c\right)\left(b+c-a\right)\left(c+a-b\right)\left(a+b-c\right)}}}
{\displaystyle F={\frac {1}{4}}{\sqrt {2\left(b^{2}c^{2}+c^{2}a^{2}+a^{2}b^{2}\right)-\left(a^{4}+b^{4}+c^{4}\right)}}}
Weitere Flächenformeln:
{\displaystyle F={\frac {1}{2}}bc\sin \alpha ={\frac {1}{2}}ca\sin \beta ={\frac {1}{2}}ab\sin \gamma }
{\displaystyle F={\frac {1}{2}}ah_{a}={\frac {1}{2}}bh_{b}={\frac {1}{2}}ch_{c}}, wobei {\displaystyle h_{a}}, {\displaystyle h_{b}} und {\displaystyle h_{c}} die Längen der von {\displaystyle A}, {\displaystyle B} bzw. {\displaystyle C} ausgehenden Höhen des Dreiecks {\displaystyle ABC} sind.
{\displaystyle F=2r^{2}\sin \,\alpha \,\sin \,\beta \,\sin \,\gamma }
{\displaystyle F={\frac {abc}{4r}}}
{\displaystyle F=\rho s=\rho _{a}\left(s-a\right)=\rho _{b}\left(s-b\right)=\rho _{c}\left(s-c\right)}
{\displaystyle F={\sqrt {\rho \rho _{a}\rho _{b}\rho _{c}}}}
{\displaystyle F=4\rho r\cos \,{\frac {\alpha }{2}}\,\cos \,{\frac {\beta }{2}}\,\cos \,{\frac {\gamma }{2}}}
{\displaystyle F=s^{2}\tan \,{\frac {\alpha }{2}}\,\tan \,{\frac {\beta }{2}}\,\tan \,{\frac {\gamma }{2}}}
{\displaystyle F=\rho ^{2}{\sqrt {\dfrac {h_{a}\,h_{b}\,h_{c}}{(h_{a}-2\rho )(h_{b}-2\rho )(h_{c}-2\rho )}}}}, mit {\displaystyle {\dfrac {1}{\rho }}={\dfrac {1}{h_{a}}}+{\dfrac {1}{h_{b}}}+{\dfrac {1}{h_{c}}}}
{\displaystyle F={\sqrt {\dfrac {r\,h_{a}\,h_{b}\,h_{c}}{2}}}}
{\displaystyle F={\dfrac {\,h_{a}\,h_{b}\,h_{c}}{2\rho \,{(\sin \alpha +\sin \beta +\sin \gamma )}}}}
Erweiterter Sinussatz:
{\displaystyle {\frac {a}{\sin \alpha }}={\frac {b}{\sin \beta }}={\frac {c}{\sin \gamma }}=2r={\frac {abc}{2F}}}
{\displaystyle a=2r\,\sin \alpha }
{\displaystyle b=2r\,\sin \beta }
{\displaystyle c=2r\,\sin \gamma }
{\displaystyle r={\frac {abc}{4F}}}

### In- und Ankreisradien
In diesem Abschnitt werden Formeln aufgelistet, in denen der  Inkreisradius {\displaystyle \rho } und die Ankreisradien {\displaystyle \rho _{a}}, {\displaystyle \rho _{b}} und {\displaystyle \rho _{c}} des Dreiecks {\displaystyle ABC} vorkommen.
{\displaystyle \rho =\left(s-a\right)\tan {\frac {\alpha }{2}}=\left(s-b\right)\tan {\frac {\beta }{2}}=\left(s-c\right)\tan {\frac {\gamma }{2}}}
{\displaystyle \rho =4r\sin {\frac {\alpha }{2}}\sin {\frac {\beta }{2}}\sin {\frac {\gamma }{2}}=s\tan {\frac {\alpha }{2}}\tan {\frac {\beta }{2}}\tan {\frac {\gamma }{2}}}
{\displaystyle \rho =r\left(\cos \alpha +\cos \beta +\cos \gamma -1\right)}
{\displaystyle \rho ={\frac {F}{s}}={\frac {abc}{4rs}}}
{\displaystyle \rho ={\sqrt {\frac {\left(s-a\right)\left(s-b\right)\left(s-c\right)}{s}}}={\frac {1}{2}}{\sqrt {\frac {\left(b+c-a\right)\left(c+a-b\right)\left(a+b-c\right)}{a+b+c}}}}
{\displaystyle \rho ={\frac {a}{\cot {\frac {\beta }{2}}+\cot {\frac {\gamma }{2}}}}={\frac {b}{\cot {\frac {\gamma }{2}}+\cot {\frac {\alpha }{2}}}}={\frac {c}{\cot {\frac {\alpha }{2}}+\cot {\frac {\beta }{2}}}}}
{\displaystyle a\cdot b+b\cdot c+c\cdot a=s^{2}+\rho ^{2}+4\cdot \rho \cdot r} 
Wichtige Ungleichung: {\displaystyle 2\rho \leq r}; Gleichheit tritt nur dann ein, wenn Dreieck {\displaystyle ABC} gleichseitig ist.
{\displaystyle \rho _{a}=s\tan {\frac {\alpha }{2}}=\left(s-b\right)\cot {\frac {\gamma }{2}}=\left(s-c\right)\cot {\frac {\beta }{2}}}
{\displaystyle \rho _{a}=4r\sin {\frac {\alpha }{2}}\cos {\frac {\beta }{2}}\cos {\frac {\gamma }{2}}=\left(s-a\right)\tan {\frac {\alpha }{2}}\cot {\frac {\beta }{2}}\cot {\frac {\gamma }{2}}}
{\displaystyle \rho _{a}=r\left(-\cos \alpha +\cos \beta +\cos \gamma +1\right)}
{\displaystyle \rho _{a}={\frac {F}{s-a}}={\frac {abc}{4r\left(s-a\right)}}}
{\displaystyle \rho _{a}={\sqrt {\frac {s\left(s-b\right)\left(s-c\right)}{s-a}}}={\frac {1}{2}}{\sqrt {\frac {\left(a+b+c\right)\left(c+a-b\right)\left(a+b-c\right)}{b+c-a}}}}
Die Ankreise sind gleichberechtigt: Jede Formel für {\displaystyle \rho _{a}} gilt in analoger Form für {\displaystyle \rho _{b}} und {\displaystyle \rho _{c}}.
{\displaystyle {\frac {1}{\rho }}={\frac {1}{\rho _{a}}}+{\frac {1}{\rho _{b}}}+{\frac {1}{\rho _{c}}}}

### Höhen
Die Längen der von {\displaystyle A}, {\displaystyle B} bzw. {\displaystyle C} ausgehenden Höhen des Dreiecks {\displaystyle ABC} werden mit {\displaystyle h_{a}}, {\displaystyle h_{b}} und {\displaystyle h_{c}} bezeichnet.
{\displaystyle h_{a}=b\sin \gamma =c\sin \beta ={\frac {2F}{a}}=2r\sin \beta \sin \gamma =2r\left(\cos \alpha +\cos \beta \cos \gamma \right)}
{\displaystyle h_{b}=c\sin \alpha =a\sin \gamma ={\frac {2F}{b}}=2r\sin \gamma \sin \alpha =2r\left(\cos \beta +\cos \alpha \cos \gamma \right)}
{\displaystyle h_{c}=a\sin \beta =b\sin \alpha ={\frac {2F}{c}}=2r\sin \alpha \sin \beta =2r\left(\cos \gamma +\cos \alpha \cos \beta \right)}
{\displaystyle h_{a}={\frac {a}{\cot \beta +\cot \gamma }};\;\;\;\;\;h_{b}={\frac {b}{\cot \gamma +\cot \alpha }};\;\;\;\;\;h_{c}={\frac {c}{\cot \alpha +\cot \beta }}}
{\displaystyle F={\frac {1}{2}}ah_{a}={\frac {1}{2}}bh_{b}={\frac {1}{2}}ch_{c}}
{\displaystyle {\frac {1}{h_{a}}}+{\frac {1}{h_{b}}}+{\frac {1}{h_{c}}}={\frac {1}{\rho }}={\frac {1}{\rho _{a}}}+{\frac {1}{\rho _{b}}}+{\frac {1}{\rho _{c}}}}
Hat das Dreieck {\displaystyle ABC} einen rechten Winkel bei {\displaystyle C} (ist also {\displaystyle \gamma =90^{\circ }}), dann gilt
{\displaystyle h_{c}={\frac {ab}{c}}}
{\displaystyle h_{a}=b}
{\displaystyle h_{b}=a}

### Seitenhalbierende
Die Längen der von {\displaystyle A}, {\displaystyle B} bzw. {\displaystyle C} ausgehenden Seitenhalbierenden des Dreiecks {\displaystyle ABC} werden {\displaystyle s_{a}}, {\displaystyle s_{b}} und {\displaystyle s_{c}} genannt.
{\displaystyle s_{a}={\frac {1}{2}}{\sqrt {2b^{2}+2c^{2}-a^{2}}}={\frac {1}{2}}{\sqrt {b^{2}+c^{2}+2bc\cos \alpha }}={\sqrt {{\frac {a^{2}}{4}}+bc\cos \alpha }}}
{\displaystyle s_{b}={\frac {1}{2}}{\sqrt {2c^{2}+2a^{2}-b^{2}}}={\frac {1}{2}}{\sqrt {c^{2}+a^{2}+2ca\cos \beta }}={\sqrt {{\frac {b^{2}}{4}}+ca\cos \beta }}}
{\displaystyle s_{c}={\frac {1}{2}}{\sqrt {2a^{2}+2b^{2}-c^{2}}}={\frac {1}{2}}{\sqrt {a^{2}+b^{2}+2ab\cos \gamma }}={\sqrt {{\frac {c^{2}}{4}}+ab\cos \gamma }}}
{\displaystyle s_{a}^{2}+s_{b}^{2}+s_{c}^{2}={\frac {3}{4}}\left(a^{2}+b^{2}+c^{2}\right)}

### Winkelhalbierende
Wir bezeichnen mit {\displaystyle w_{\alpha }}, {\displaystyle w_{\beta }} und {\displaystyle w_{\gamma }} die Längen der von {\displaystyle A}, {\displaystyle B} bzw. {\displaystyle C} ausgehenden Winkelhalbierenden im Dreieck {\displaystyle ABC}.
{\displaystyle w_{\alpha }={\frac {2bc\cos {\frac {\alpha }{2}}}{b+c}}={\frac {2F}{a\cos {\frac {\beta -\gamma }{2}}}}={\frac {\sqrt {bc(b+c-a)(a+b+c)}}{b+c}}}
{\displaystyle w_{\beta }={\frac {2ca\cos {\frac {\beta }{2}}}{c+a}}={\frac {2F}{b\cos {\frac {\gamma -\alpha }{2}}}}={\frac {\sqrt {ca(c+a-b)(a+b+c)}}{c+a}}}
{\displaystyle w_{\gamma }={\frac {2ab\cos {\frac {\gamma }{2}}}{a+b}}={\frac {2F}{c\cos {\frac {\alpha -\beta }{2}}}}={\frac {\sqrt {ab(a+b-c)(a+b+c)}}{a+b}}}

## Allgemeine Trigonometrie in der Ebene

Die trigonometrischen Funktionen am Einheitskreis:

| {\displaystyle {\overline {CP}}=\sin b}                  | {\displaystyle {\overline {SP}}=\cos b}                  |
| {\displaystyle {\overline {DT}}=\tan b}                  | {\displaystyle {\overline {EK}}=\cot b}                  |
| {\displaystyle {\overline {OT}}=\operatorname {sec} \,b} | {\displaystyle {\overline {OK}}=\operatorname {csc} \,b} |

### Periodizität
{\displaystyle \sin x\quad =\quad \sin(x+2n\pi );\quad n\in \mathbb {Z} }
{\displaystyle \cos x\quad =\quad \cos(x+2n\pi );\quad n\in \mathbb {Z} }
{\displaystyle \tan x\quad =\quad \tan(x+n\pi );\quad n\in \mathbb {Z} }
{\displaystyle \cot x\quad =\quad \cot(x+n\pi );\quad n\in \mathbb {Z} }

### Gegenseitige Darstellung
Die trigonometrischen Funktionen lassen sich ineinander umwandeln oder gegenseitig darstellen. Es gelten folgende Zusammenhänge:
{\displaystyle \tan x={\frac {\sin x}{\cos x}}}
{\displaystyle \sin ^{2}x+\cos ^{2}x=1}      („Trigonometrischer Pythagoras“)
{\displaystyle 1+\tan ^{2}x={\frac {1}{\cos ^{2}x}}=\sec ^{2}x}
{\displaystyle 1+\cot ^{2}x={\frac {1}{\sin ^{2}x}}=\csc ^{2}x}
(Siehe auch den Abschnitt Phasenverschiebungen.)
Mittels dieser Gleichungen lassen sich die drei vorkommenden Funktionen durch eine der beiden anderen darstellen:
| {\displaystyle \sin x\;=\;{\sqrt {1-\cos ^{2}x}}}                  | für | {\displaystyle x\in \left[0,\pi \right[\quad =\quad [0^{\circ },180^{\circ }[} |
| {\displaystyle \sin x\;=\;-{\sqrt {1-\cos ^{2}x}}}                 | für | {\displaystyle x\in \left[\pi ,2\pi \right[\quad =\quad [180^{\circ },360^{\circ }[}                                                                                                |
| {\displaystyle \sin x\;=\;{\frac {\tan x}{\sqrt {1+\tan ^{2}x}}}}  | für | {\displaystyle x\in \left[0,{\frac {\pi }{2}}\right[\;\cup \;\left]{\frac {3\pi }{2}},2\pi \right[\quad =\quad [0^{\circ },90^{\circ }[\;\cup \;]270^{\circ },360^{\circ }[}        |
| {\displaystyle \sin x\;=\;-{\frac {\tan x}{\sqrt {1+\tan ^{2}x}}}} | für | {\displaystyle x\in \left]{\frac {\pi }{2}},{\frac {3\pi }{2}}\right[\quad =\quad ]90^{\circ },270^{\circ }[}                                                                       |
| {\displaystyle \cos x\;=\;{\sqrt {1-\sin ^{2}x}}}                  | für | {\displaystyle x\in \left[0,{\frac {\pi }{2}}\right[\;\cup \;\left[{\frac {3\pi }{2}},2\pi \right[\quad =\quad [0^{\circ },90^{\circ }[\;\cup \;[270^{\circ },360^{\circ }[}        |
| {\displaystyle \cos x\;=\;-{\sqrt {1-\sin ^{2}x}}}                 | für | {\displaystyle x\in \left[{\frac {\pi }{2}},{\frac {3\pi }{2}}\right[\quad =\quad [90^{\circ },270^{\circ }[}                                                                       |
| {\displaystyle \cos x={\frac {1}{\sqrt {1+\tan ^{2}x}}}}           | für | {\displaystyle x\in \left[0,{\frac {\pi }{2}}\right[\;\cup \;\left]{\frac {3\pi }{2}},2\pi \right[\quad =\quad [0^{\circ },90^{\circ }[\;\cup \;]270^{\circ },360^{\circ }[}        |
| {\displaystyle \cos x=-{\frac {1}{\sqrt {1+\tan ^{2}x}}}}          | für | {\displaystyle x\in \left]{\frac {\pi }{2}},{\frac {3\pi }{2}}\right[\quad =\quad ]90^{\circ },270^{\circ }[}                                                                       |
| {\displaystyle \tan x={\frac {\sqrt {1-\cos ^{2}x}}{\cos x}}}      | für | {\displaystyle x\in \left[0,{\frac {\pi }{2}}\right[\;\cup \;\left]{\frac {\pi }{2}},\pi \right[\quad =\quad [0^{\circ },90^{\circ }[\;\cup \;]90^{\circ },180^{\circ }[}           |
| {\displaystyle \tan x=-{\frac {\sqrt {1-\cos ^{2}x}}{\cos x}}}     | für | {\displaystyle x\in \left[\pi ,{\frac {3\pi }{2}}\right[\;\cup \;\left]{\frac {3\pi }{2}},2\pi \right[\quad =\quad [180^{\circ },270^{\circ }[\;\cup \;]270^{\circ },360^{\circ }[} |
| {\displaystyle \tan x={\frac {\sin x}{\sqrt {1-\sin ^{2}x}}}}      | für | {\displaystyle x\in \left[0,{\frac {\pi }{2}}\right[\;\cup \;\left]{\frac {3\pi }{2}},2\pi \right[\quad =\quad [0^{\circ },90^{\circ }[\;\cup \;]270^{\circ },360^{\circ }[}        |
| {\displaystyle \tan x=-{\frac {\sin x}{\sqrt {1-\sin ^{2}x}}}}     | für | {\displaystyle x\in \left]{\frac {\pi }{2}},{\frac {3\pi }{2}}\right[\quad =\quad ]90^{\circ },270^{\circ }[}                                                                       |

### Vorzeichen der Winkelfunktionen
{\displaystyle \sin x>0\quad {\text{für}}\quad x\in \left]0^{\circ },180^{\circ }\right[}
{\displaystyle \sin x<0\quad {\text{für}}\quad x\in \left]180^{\circ },360^{\circ }\right[}
{\displaystyle \cos x>0\quad {\text{für}}\quad x\in \left[0^{\circ },90^{\circ }\right[\cup \left]270^{\circ },360^{\circ }\right]}
{\displaystyle \cos x<0\quad {\text{für}}\quad x\in \left]90^{\circ },270^{\circ }\right[}
{\displaystyle \tan x>0\quad {\text{für}}\quad x\in \left]0^{\circ },90^{\circ }\right[\cup \left]180^{\circ },270^{\circ }\right[}
{\displaystyle \tan x<0\quad {\text{für}}\quad x\in \left]90^{\circ },180^{\circ }\right[\cup \left]270^{\circ },360^{\circ }\right[}
Die Vorzeichen von {\displaystyle \cot }, {\displaystyle \sec } und {\displaystyle \csc } stimmen überein mit denen ihrer Kehrwertfunktionen {\displaystyle \tan }, {\displaystyle \cos } bzw. {\displaystyle \sin }.

### Wichtige Funktionswerte
| {\displaystyle \alpha }      | {\displaystyle \alpha } (rad)        | {\displaystyle \sin \alpha }                              | {\displaystyle \cos \alpha }                              | {\displaystyle \tan \alpha }                              | {\displaystyle \cot \alpha }                               |
| ---------------------------- | ------------------------------------ | --------------------------------------------------------- | --------------------------------------------------------- | --------------------------------------------------------- | ---------------------------------------------------------- |
| {\displaystyle 0^{\circ }}   | {\displaystyle \,0}                  | {\displaystyle \,0}                                       | {\displaystyle \,1}                                       | {\displaystyle \,0}                                       | {\displaystyle \pm \infty }                                |
| {\displaystyle 15^{\circ }}  | {\displaystyle {\tfrac {\pi }{12}}}  | {\displaystyle {\tfrac {1}{4}}({\sqrt {6}}-{\sqrt {2}})}  | {\displaystyle {\tfrac {1}{4}}({\sqrt {6}}+{\sqrt {2}})}  | {\displaystyle 2-{\sqrt {3}}}                             | {\displaystyle 2+{\sqrt {3}}}                              |
| {\displaystyle 18^{\circ }}  | {\displaystyle {\tfrac {\pi }{10}}}  | {\displaystyle {\tfrac {1}{4}}\left({\sqrt {5}}-1\right)} | {\displaystyle {\tfrac {1}{4}}{\sqrt {10+2{\sqrt {5}}}}}  | {\displaystyle {\tfrac {1}{5}}{\sqrt {25-10{\sqrt {5}}}}} | {\displaystyle {\sqrt {5+2{\sqrt {5}}}}}                   |
| {\displaystyle 30^{\circ }}  | {\displaystyle {\tfrac {\pi }{6}}}   | {\displaystyle {\tfrac {1}{2}}}                           | {\displaystyle {\tfrac {1}{2}}{\sqrt {3}}}                | {\displaystyle {\tfrac {1}{3}}{\sqrt {3}}}                | {\displaystyle {\sqrt {3}}}                                |
| {\displaystyle 36^{\circ }}  | {\displaystyle {\tfrac {\pi }{5}}}   | {\displaystyle {\tfrac {1}{4}}{\sqrt {10-2{\sqrt {5}}}}}  | {\displaystyle {\tfrac {1}{4}}\left(1+{\sqrt {5}}\right)} | {\displaystyle {\sqrt {5-2{\sqrt {5}}}}}                  | {\displaystyle {\tfrac {1}{5}}{\sqrt {25+10{\sqrt {5}}}}}  |
| {\displaystyle 45^{\circ }}  | {\displaystyle {\tfrac {\pi }{4}}}   | {\displaystyle {\tfrac {1}{2}}{\sqrt {2}}}                | {\displaystyle {\tfrac {1}{2}}{\sqrt {2}}}                | {\displaystyle 1\,}                                       | {\displaystyle 1\,}                                        |
| {\displaystyle 54^{\circ }}  | {\displaystyle {\tfrac {3\pi }{10}}} | {\displaystyle {\tfrac {1}{4}}\left(1+{\sqrt {5}}\right)} | {\displaystyle {\tfrac {1}{4}}{\sqrt {10-2{\sqrt {5}}}}}  | {\displaystyle {\tfrac {1}{5}}{\sqrt {25+10{\sqrt {5}}}}} | {\displaystyle {\sqrt {5-2{\sqrt {5}}}}}                   |
| {\displaystyle 60^{\circ }}  | {\displaystyle {\tfrac {\pi }{3}}}   | {\displaystyle {\tfrac {1}{2}}{\sqrt {3}}}                | {\displaystyle {\tfrac {1}{2}}}                           | {\displaystyle {\sqrt {3}}}                               | {\displaystyle {\tfrac {1}{3}}{\sqrt {3}}}                 |
| {\displaystyle 72^{\circ }}  | {\displaystyle {\tfrac {2\pi }{5}}}  | {\displaystyle {\tfrac {1}{4}}{\sqrt {10+2{\sqrt {5}}}}}  | {\displaystyle {\tfrac {1}{4}}\left({\sqrt {5}}-1\right)} | {\displaystyle {\sqrt {5+2{\sqrt {5}}}}}                  | {\displaystyle {\tfrac {1}{5}}{\sqrt {25-10{\sqrt {5}}}}}  |
| {\displaystyle 75^{\circ }}  | {\displaystyle {\tfrac {5\pi }{12}}} | {\displaystyle {\tfrac {1}{4}}({\sqrt {6}}+{\sqrt {2}})}  | {\displaystyle {\tfrac {1}{4}}({\sqrt {6}}-{\sqrt {2}})}  | {\displaystyle 2+{\sqrt {3}}}                             | {\displaystyle 2-{\sqrt {3}}}                              |
| {\displaystyle 90^{\circ }}  | {\displaystyle {\tfrac {\pi }{2}}}   | {\displaystyle \,1}                                       | {\displaystyle \,0}                                       | {\displaystyle \pm \infty }                               | {\displaystyle \,0}                                        |
| {\displaystyle 108^{\circ }} | {\displaystyle {\tfrac {3\pi }{5}}}  | {\displaystyle {\tfrac {1}{4}}{\sqrt {10+2{\sqrt {5}}}}}  | {\displaystyle {\tfrac {1}{4}}\left(1-{\sqrt {5}}\right)} | {\displaystyle -{\sqrt {5+2{\sqrt {5}}}}}                 | {\displaystyle -{\tfrac {1}{5}}{\sqrt {25-10{\sqrt {5}}}}} |
| {\displaystyle 120^{\circ }} | {\displaystyle {\tfrac {2\pi }{3}}}  | {\displaystyle {\tfrac {1}{2}}{\sqrt {3}}}                | {\displaystyle -{\tfrac {1}{2}}}                          | {\displaystyle -{\sqrt {3}}}                              | {\displaystyle -{\tfrac {1}{3}}{\sqrt {3}}}                |
| {\displaystyle 135^{\circ }} | {\displaystyle {\tfrac {3\pi }{4}}}  | {\displaystyle {\tfrac {1}{2}}{\sqrt {2}}}                | {\displaystyle -{\tfrac {1}{2}}{\sqrt {2}}}               | {\displaystyle -1\,}                                      | {\displaystyle -1\,}                                       |
| {\displaystyle 180^{\circ }} | {\displaystyle \pi \,}               | {\displaystyle \,0}                                       | {\displaystyle \,-1}                                      | {\displaystyle \,0}                                       | {\displaystyle \pm \infty }                                |
| {\displaystyle 270^{\circ }} | {\displaystyle {\tfrac {3\pi }{2}}}  | {\displaystyle \,-1}                                      | {\displaystyle \,0}                                       | {\displaystyle \pm \infty }                               | {\displaystyle \,0}                                        |
| {\displaystyle 360^{\circ }} | {\displaystyle 2\pi }                | {\displaystyle \,0}                                       | {\displaystyle \,1}                                       | {\displaystyle \,0}                                       | {\displaystyle \pm \infty }                                |

Darstellung wichtiger Funktionswerte von Kosinus (1. Klammerwert) und Sinus (2. Klammerwert) auf dem Einheitskreis

Mit Hilfe der Additionstheoreme sind noch viele weitere Werte durch algebraische Ausdrücke (ggfs. mit verschachtelten Quadratwurzeln) darstellbar, insbesondere alle ganzzahligen Vielfachen von {\displaystyle 3^{\circ }}.

### Symmetrien
Die trigonometrischen Funktionen haben einfache Symmetrien:
{\displaystyle {\begin{aligned}\sin(-x)&=-\sin(x)\\\cos(-x)&=+\cos(x)\\\tan(-x)&=-\tan(x)\\\cot(-x)&=-\cot(x)\\\sec(-x)&=+\sec(x)\\\csc(-x)&=-\csc(x)\\\end{aligned}}}

### Phasenverschiebungen
{\displaystyle \sin \left(x+{\frac {\pi }{2}}\right)=\cos x\;\quad {\text{bzw.}}\quad \sin \left(x+90^{\circ }\right)=\cos x\;}
{\displaystyle \cos \left(x+{\frac {\pi }{2}}\right)=-\sin x\;\quad {\text{bzw.}}\quad \cos \left(x+90^{\circ }\right)=-\sin x\;}
{\displaystyle \tan \left(x+{\frac {\pi }{2}}\right)=-\cot x\;\quad {\text{bzw.}}\quad \tan \left(x+90^{\circ }\right)=-\cot x\;}
{\displaystyle \cot \left(x+{\frac {\pi }{2}}\right)=-\tan x\;\quad {\text{bzw.}}\quad \cot \left(x+90^{\circ }\right)=-\tan x\;}

### Rückführung auf spitze Winkel
{\displaystyle \sin x\ \;=\;\;\;\sin \left(\pi -x\right)\,\quad {\text{bzw.}}\quad \sin x\ =\;\;\;\sin \left(180^{\circ }-x\right)}
{\displaystyle \cos x\ \,=-\cos \left(\pi -x\right)\quad {\text{bzw.}}\quad \cos x\ =-\cos \left(180^{\circ }-x\right)}
{\displaystyle \tan x\ =-\tan \left(\pi -x\right)\quad {\text{bzw.}}\quad \tan x\ =-\tan \left(180^{\circ }-x\right)}

### Darstellung durch den Tangens des halben Winkels
Mit der Bezeichnung {\displaystyle t=\tan {\tfrac {x}{2}}}
gelten die folgenden Beziehungen für beliebiges {\displaystyle x}
| {\displaystyle \sin x={\frac {2t}{1+t^{2}}},}      |  | {\displaystyle \cos x={\frac {1-t^{2}}{1+t^{2}}},} |
| {\displaystyle \tan x={\frac {2t}{1-t^{2}}},}      |  | {\displaystyle \cot x={\frac {1-t^{2}}{2t}},}      |
| {\displaystyle \sec x={\frac {1+t^{2}}{1-t^{2}}},} |  | {\displaystyle \csc x={\frac {1+t^{2}}{2t}}.}      |

### Additionstheoreme

Figur 1

Figur 2

Für Sinus und Kosinus lassen sich die Additionstheoreme aus der Verkettung zweier Drehungen um den Winkel {\displaystyle x} bzw. {\displaystyle y} herleiten. Das ist elementargeometrisch möglich; sehr viel einfacher ist das koordinatenweise Ablesen der Formeln aus dem Produkt zweier Drehmatrizen der Ebene {\displaystyle \mathbb {R} ^{2}}. Alternativ folgen die Additionstheoreme aus der Anwendung der Eulerschen Formel auf die Beziehung {\displaystyle \textstyle e^{i(x+y)}=e^{ix}\cdot e^{iy}}. Die Ergebnisse für das Doppelvorzeichen ergeben sich durch Anwendung der Symmetrien.
{\displaystyle \sin(x\pm y)=\sin x\cdot \cos y\pm \cos x\cdot \sin y}
{\displaystyle \cos(x\pm y)=\cos x\cdot \cos y\mp \sin x\cdot \sin y}
Geometrische Herleitungen sind in Figur 1 und Figur 2 für Winkel {\displaystyle \alpha } und {\displaystyle \beta } zwischen 0° und 90° veranschaulicht.
Zu Figur 1:
{\displaystyle \sin(\alpha +\beta )=\sin \alpha \cdot \cos \beta +\cos \alpha \cdot \sin \beta }
{\displaystyle \cos(\alpha +\beta )=\cos \alpha \cdot \cos \beta -\sin \alpha \cdot \sin \beta }
Zu Figur 2:
{\displaystyle \sin(\alpha -\beta )=\sin \alpha \cdot \cos \beta -\cos \alpha \cdot \sin \beta }
{\displaystyle \cos(\alpha -\beta )=\cos \alpha \cdot \cos \beta +\sin \alpha \cdot \sin \beta }
Durch Erweiterung mit {\displaystyle \textstyle {1 \over \cos x\cos y}} bzw. {\displaystyle \textstyle {1 \over \sin x\sin y}} und Vereinfachung des Doppelbruchs erhält man
{\displaystyle \tan(x\pm y)={\frac {\sin(x\pm y)}{\cos(x\pm y)}}={\frac {\tan x\pm \tan y}{1\mp \tan x\;\tan y}}},
{\displaystyle \cot(x\pm y)={\frac {\cos(x\pm y)}{\sin(x\pm y)}}={\frac {\cot x\cot y\mp 1}{\cot y\pm \cot x}}}.
Für {\displaystyle x=y} folgen hieraus die Doppelwinkelfunktionen, für {\displaystyle y=\pi /2} die Phasenverschiebungen.
{\displaystyle \sin(x+y)\cdot \sin(x-y)=\cos ^{2}y-\cos ^{2}x=\sin ^{2}x-\sin ^{2}y}
{\displaystyle \cos(x+y)\cdot \cos(x-y)=\cos ^{2}y-\sin ^{2}x=\cos ^{2}x-\sin ^{2}y}

### Additionstheoreme für Arkusfunktionen
Für die Arkusfunktionen gelten folgende Additionstheoreme
| Summanden                            | Summenformel                                                                     | Gültigkeitsbereich                                                            |
| ------------------------------------ | -------------------------------------------------------------------------------- | ----------------------------------------------------------------------------- |
| {\displaystyle \arcsin x+\arcsin y=} | {\displaystyle \arcsin \left(x{\sqrt {1-y^{2}}}+y{\sqrt {1-x^{2}}}\right)}       | {\displaystyle xy\leq 0} oder {\displaystyle x^{2}+y^{2}\leq 1}               |
|                                      | {\displaystyle \pi -\arcsin \left(x{\sqrt {1-y^{2}}}+y{\sqrt {1-x^{2}}}\right)}  | {\displaystyle x>0} und {\displaystyle y>0} und {\displaystyle x^{2}+y^{2}>1} |
|                                      | {\displaystyle -\pi -\arcsin \left(x{\sqrt {1-y^{2}}}+y{\sqrt {1-x^{2}}}\right)} | {\displaystyle x<0} und {\displaystyle y<0} und {\displaystyle x^{2}+y^{2}>1} |
| {\displaystyle \arcsin x-\arcsin y=} | {\displaystyle \arcsin \left(x{\sqrt {1-y^{2}}}-y{\sqrt {1-x^{2}}}\right)}       | {\displaystyle xy\geq 0} oder {\displaystyle x^{2}+y^{2}\leq 1}               |
|                                      | {\displaystyle \pi -\arcsin \left(x{\sqrt {1-y^{2}}}-y{\sqrt {1-x^{2}}}\right)}  | {\displaystyle x>0} und {\displaystyle y<0} und {\displaystyle x^{2}+y^{2}>1} |
|                                      | {\displaystyle -\pi -\arcsin \left(x{\sqrt {1-y^{2}}}-y{\sqrt {1-x^{2}}}\right)} | {\displaystyle x<0} und {\displaystyle y>0} und {\displaystyle x^{2}+y^{2}>1} |
| {\displaystyle \arccos x+\arccos y=} | {\displaystyle \arccos \left(xy-{\sqrt {1-x^{2}}}{\sqrt {1-y^{2}}}\right)}       | {\displaystyle x+y\geq 0}                                                     |
|                                      | {\displaystyle 2\pi -\arccos \left(xy-{\sqrt {1-x^{2}}}{\sqrt {1-y^{2}}}\right)} | {\displaystyle x+y<0}                                                         |
| {\displaystyle \arccos x-\arccos y=} | {\displaystyle -\arccos \left(xy+{\sqrt {1-x^{2}}}{\sqrt {1-y^{2}}}\right)}      | {\displaystyle x\geq y}                                                       |
|                                      | {\displaystyle \arccos \left(xy+{\sqrt {1-x^{2}}}{\sqrt {1-y^{2}}}\right)}       | {\displaystyle x<y}                                                           |
| {\displaystyle \arctan x+\arctan y=} | {\displaystyle \arctan \left({\frac {x+y}{1-xy}}\right)}                         | {\displaystyle xy<1}                                                          |
|                                      | {\displaystyle \pi +\arctan \left({\frac {x+y}{1-xy}}\right)}                    | {\displaystyle x>0} und {\displaystyle xy>1}                                  |
|                                      | {\displaystyle -\pi +\arctan \left({\frac {x+y}{1-xy}}\right)}                   | {\displaystyle x<0} und {\displaystyle xy>1}                                  |
| {\displaystyle \arctan x-\arctan y=} | {\displaystyle \arctan \left({\frac {x-y}{1+xy}}\right)}                         | {\displaystyle xy>-1}                                                         |
|                                      | {\displaystyle \pi +\arctan \left({\frac {x-y}{1+xy}}\right)}                    | {\displaystyle x>0} und {\displaystyle xy<-1}                                 |
|                                      | {\displaystyle -\pi +\arctan \left({\frac {x-y}{1+xy}}\right)}                   | {\displaystyle x<0} und {\displaystyle xy<-1}                                 |

### Doppelwinkelfunktionen
{\displaystyle \sin(2x)=2\sin x\cdot \;\cos x={\frac {2\tan x}{1+\tan ^{2}x}}}

Figur 3

Eine geometrische Herleitung ist in Figur 3 für Winkel {\displaystyle \alpha } und {\displaystyle \beta } zwischen 0° und 90° veranschaulicht.
Zu Figur 3:
Aus der Berechnung der Flächeninhalte der beiden grauen Dreiecke ergibt sich {\displaystyle {\frac {1}{2}}\cdot 2\sin \alpha \cdot 2\cos \alpha ={\frac {1}{2}}\cdot 2\cdot \sin(2\alpha )}. Hieraus folgt {\displaystyle 2\sin \alpha \cdot \cos \alpha =\sin(2\alpha )}.
Weitere Beziehungen:
{\displaystyle \cos(2x)=\cos ^{2}x-\sin ^{2}x=1-2\sin ^{2}x=2\cos ^{2}x-1={\frac {1-\tan ^{2}x}{1+\tan ^{2}x}}}
{\displaystyle \tan(2x)={\frac {2\tan x}{1-\tan ^{2}x}}={\frac {2}{\cot x-\tan x}}}
{\displaystyle \cot(2x)={\frac {\cot ^{2}x-1}{2\cot x}}={\frac {\cot x-\tan x}{2}}}

### Winkelfunktionen für weitere Vielfache
Die Formeln für Vielfache berechnen sich normalerweise über die komplexen Zahlen aus der Euler-Formel
{\displaystyle z=r\left(\cos \phi +i\sin \phi \right)\iff z^{n}=r^{n}\left(\cos \phi +i\sin \phi \right)^{n}}
und der DeMoivre-Formel
{\displaystyle z^{n}=r^{n}\left(\cos \left(n\phi \right)+i\sin \left(n\phi \right)\right)}.
Damit ergibt sich
{\displaystyle \cos \left(n\phi \right)+i\sin \left(n\phi \right)=\left(\cos \phi +i\sin \phi \right)^{n}}.
Zerlegung in Real- und Imaginärteil liefert dann die Formeln für
{\displaystyle \cos }
und
{\displaystyle \sin }
bzw. die allgemeine Reihendarstellung.
Die Formel für {\displaystyle \cos(nx)} steht über {\displaystyle T_{n}(\cos x)=\cos(nx)} mit den Tschebyschow-Polynomen in Beziehung.
{\displaystyle \sin(3x)=3\sin x-4\sin ^{3}x\,}
{\displaystyle =\;\sin x\left(4\cos ^{2}x-1\right)}
{\displaystyle \sin(4x)=8\sin x\;\cos ^{3}x-4\sin x\;\cos x}
{\displaystyle =\;\sin x\left(8\cos ^{3}x-4\cos x\right)}
{\displaystyle \sin(5x)=5\sin x-20\sin ^{3}x+16\sin ^{5}x\;}
{\displaystyle =\;\sin x\left(16\cos ^{4}x-12\cos ^{2}x+1\right)}
{\displaystyle \sin(nx)=n\;\sin x\;\cos ^{n-1}x-{n \choose 3}\sin ^{3}x\;\cos ^{n-3}x+{n \choose 5}\sin ^{5}x\;\cos ^{n-5}x\;-\ldots +\ldots }
{\displaystyle =\;\sum _{j=0}^{\left\lfloor {\frac {n-1}{2}}\right\rfloor }(-1)^{j}{n \choose 2j+1}\sin ^{2j+1}x\;\cos ^{n-2j-1}x}
{\displaystyle =\;\sin x\sum _{k=0}^{\left\lfloor {\frac {n-1}{2}}\right\rfloor }(-1)^{k}{n-k-1 \choose k}2^{n-2k-1}\cos ^{n-2k-1}x}
{\displaystyle \sin(nx)\;\sin(x)={\frac {\cos((n-1)\,x)-\cos((n+1)\,x)}{2}}}
{\displaystyle \cos(3x)=4\cos ^{3}x-3\cos x\,}
{\displaystyle \cos(4x)=8\cos ^{4}x-8\cos ^{2}x+1\,}
{\displaystyle \cos(5x)=16\cos ^{5}x-20\cos ^{3}x+5\cos x\,}
{\displaystyle \cos(6x)=32\cos ^{6}x-48\cos ^{4}x+18\cos ^{2}x-1\,}
{\displaystyle \cos(nx)=\cos ^{n}x-{n \choose 2}\sin ^{2}x\;\cos ^{n-2}x+{n \choose 4}\sin ^{4}x\;\cos ^{n-4}x\;-\ldots +\ldots }
{\displaystyle =\;\sum _{j=0}^{\left\lfloor {\frac {n}{2}}\right\rfloor }(-1)^{j}{n \choose 2j}\sin ^{2j}x\;\cos ^{n-2j}x}
{\displaystyle \cos(nx)\;\cos(x)={\frac {\cos((n-1)\,x)+\cos((n+1)\,x)}{2}}}
{\displaystyle \tan(3x)={\frac {3\tan x-\tan ^{3}x}{1-3\tan ^{2}x}}}
{\displaystyle \tan(4x)={\frac {4\tan x-4\tan ^{3}x}{1-6\tan ^{2}x+\tan ^{4}x}}}
{\displaystyle \cot(3x)={\frac {\cot ^{3}x-3\cot x}{3\cot ^{2}x-1}}}
{\displaystyle \cot(4x)={\frac {\cot ^{4}x-6\cot ^{2}x+1}{4\cot ^{3}x-4\cot x}}}

### Halbwinkelformeln

Figur 4

Zur Berechnung des Funktionswertes des halben Arguments dienen die Halbwinkelformeln, welche sich mittels Substitution aus den Doppelwinkelformeln herleiten lassen:
{\displaystyle \sin {\frac {x}{2}}={\sqrt {\frac {1-\cos x}{2}}}\quad {\text{für}}\quad x\in \left[0,2\pi \right]}
{\displaystyle \cos {\frac {x}{2}}={\sqrt {\frac {1+\cos x}{2}}}\quad {\text{für}}\quad x\in \left[-\pi ,\pi \right]}
{\displaystyle \tan {\frac {x}{2}}={\frac {1-\cos x}{\sin x}}={\frac {\sin x}{1+\cos x}}\quad {\text{für}}\quad x\in \mathbb {R} \setminus \pi (2\mathbb {Z} +1)}
{\displaystyle \cot {\frac {x}{2}}={\frac {1+\cos x}{\sin x}}={\frac {\sin x}{1-\cos x}}\quad {\text{für}}\quad x\in \mathbb {R} \setminus 2\pi \mathbb {Z} }
Eine geometrische Herleitung der dritten Formel ist in Figur 4 für Winkel {\displaystyle \alpha } und {\displaystyle \beta } zwischen 0° und 90° veranschaulicht. Aus der Berechnung der Flächeninhalte der beiden grauen Dreiecke ergibt sich unmittelbar {\displaystyle \tan \left({\frac {\alpha }{2}}\right)={\frac {\sin \alpha }{1+\cos \alpha }}={\frac {1-\cos \alpha }{\sin \alpha }}}.
Außerdem gilt:
{\displaystyle \tan {\frac {x}{2}}={\frac {\tan x}{1+{\sqrt {1+\tan ^{2}x}}}}\quad {\text{für}}\quad x\in \left]-{\tfrac {\pi }{2}},{\tfrac {\pi }{2}}\right[}
{\displaystyle \cot {\frac {x}{2}}=\cot x+{\sqrt {1+\cot ^{2}x}}\quad {\text{für}}\quad x\in \left]0,\pi \right[}
Siehe auch: Halbwinkelsatz

### Summen zweier trigonometrischer Funktionen (Identitäten)
Aus den Additionstheoremen lassen sich Identitäten ableiten, mit deren Hilfe die Summe zweier trigonometrischer Funktionen als Produkt dargestellt werden kann:
{\displaystyle {\begin{aligned}\sin x+\sin y&=2\sin {\frac {x+y}{2}}\cos {\frac {x-y}{2}}\\\sin x-\sin y&=2\cos {\frac {x+y}{2}}\sin {\frac {x-y}{2}}\\\cos x+\cos y&=2\cos {\frac {x+y}{2}}\cos {\frac {x-y}{2}}\\\cos x-\cos y&=-2\sin {\frac {x+y}{2}}\sin {\frac {x-y}{2}}\end{aligned}}}
{\displaystyle \left.{\begin{matrix}\tan x+\tan y={\dfrac {\sin(x+y)}{\cos x\cos y}}\\[1em]\tan x-\tan y={\dfrac {\sin(x-y)}{\cos x\cos y}}\end{matrix}}\right\}\Rightarrow \tan x\pm \tan y={\frac {\sin(x\pm y)}{\cos x\cos y}}}
{\displaystyle \left.{\begin{matrix}\cot x+\cot y={\dfrac {\sin(y+x)}{\sin x\sin y}}\\[1em]\cot x-\cot y={\dfrac {\sin(y-x)}{\sin x\sin y}}\end{matrix}}\right\}\Rightarrow \cot x\pm \cot y={\frac {\sin(y\pm x)}{\sin x\sin y}}}
Daraus ergeben sich noch Spezialfälle:
{\displaystyle {\begin{aligned}\cos x+\sin x&={\sqrt {2}}\cdot \sin \left(x+{\frac {\pi }{4}}\right)={\sqrt {2}}\cdot \cos \left(x-{\frac {\pi }{4}}\right)\\\cos x-\sin x&={\sqrt {2}}\cdot \cos \left(x+{\frac {\pi }{4}}\right)=-{\sqrt {2}}\cdot \sin \left(x-{\frac {\pi }{4}}\right)\end{aligned}}}

### Produkte der Winkelfunktionen
Produkte der trigonometrischen Funktionen lassen sich mit folgenden Formeln berechnen:
{\displaystyle \sin x\;\sin y={\frac {1}{2}}{\Big (}\cos(x-y)-\cos(x+y){\Big )}}
{\displaystyle \cos x\;\cos y={\frac {1}{2}}{\Big (}\cos(x-y)+\cos(x+y){\Big )}}
{\displaystyle \sin x\;\cos y={\frac {1}{2}}{\Big (}\sin(x-y)+\sin(x+y){\Big )}}
{\displaystyle \tan x\;\tan y={\frac {\tan x+\tan y}{\cot x+\cot y}}=-{\frac {\tan x-\tan y}{\cot x-\cot y}}}
{\displaystyle \cot x\;\cot y={\frac {\cot x+\cot y}{\tan x+\tan y}}=-{\frac {\cot x-\cot y}{\tan x-\tan y}}}
{\displaystyle \tan x\;\cot y={\frac {\tan x+\cot y}{\cot x+\tan y}}=-{\frac {\tan x-\cot y}{\cot x-\tan y}}}
{\displaystyle \sin x\;\sin y\;\sin z={\frac {1}{4}}{\Big (}\sin(x+y-z)+\sin(y+z-x)+\sin(z+x-y)-\sin(x+y+z){\Big )}}
{\displaystyle \cos x\;\cos y\;\cos z={\frac {1}{4}}{\Big (}\cos(x+y-z)+\cos(y+z-x)+\cos(z+x-y)+\cos(x+y+z){\Big )}}
{\displaystyle \sin x\;\sin y\;\cos z={\frac {1}{4}}{\Big (}-\cos(x+y-z)+\cos(y+z-x)+\cos(z+x-y)-\cos(x+y+z){\Big )}}
{\displaystyle \sin x\;\cos y\;\cos z={\frac {1}{4}}{\Big (}\sin(x+y-z)-\sin(y+z-x)+\sin(z+x-y)+\sin(x+y+z){\Big )}}
{\displaystyle \prod _{m=1}^{n}\cos(x_{m})={\frac {1}{2^{n}}}\sum _{k_{1}=1}^{2}\cdots \sum _{k_{n}=1}^{2}\left[\exp \left({\text{i}}\sum _{\nu =1}^{n}(-1)^{k_{\nu }}x_{\nu }\right)\right]={\frac {1}{2^{n-1}}}\sum _{k_{2}=1}^{2}\cdots \sum _{k_{n}=1}^{2}\left[\cos \left(x_{1}+\sum _{\nu =2}^{n}(-1)^{k_{\nu }}x_{\nu }\right)\right]}
{\displaystyle \prod _{m=1}^{n}\sin(x_{m})={\frac {1}{(2{\text{i}})^{n}}}\sum _{k_{1}=1}^{2}\cdots \sum _{k_{n}=1}^{2}\left[\prod _{\mu =1}^{n}(-1)^{k_{\mu }}\cdot \exp \left({\text{i}}\sum _{\nu =1}^{n}(-1)^{k_{\nu }}x_{\nu }\right)\right]={\frac {1}{2^{n-1}}}\sum _{k_{2}=1}^{2}\cdots \sum _{k_{n}=1}^{2}\left[\prod _{\mu =2}^{n}(-1)^{k_{\mu }}\cdot {\begin{cases}\displaystyle (-1)^{n/2}\cdot \cos \left(x_{1}+\sum _{\nu =2}^{n}(-1)^{k_{\nu }}x_{\nu }\right)&{\text{gerade}}\;n\\\displaystyle (-1)^{(n-1)/2}\cdot \sin \left(x_{1}+\sum _{\nu =2}^{n}(-1)^{k_{\nu }}x_{\nu }\right)&{\text{ungerade}}\;n\end{cases}}\right]}
Aus der Doppelwinkelfunktion für {\displaystyle \sin(2x)} folgt außerdem:
{\displaystyle \sin x\;\cos x={\frac {1}{2}}\sin(2x)}

### Potenzen der Winkelfunktionen

#### Sinus
{\displaystyle \sin ^{2}x={\frac {1}{2}}\ {\Big (}1-\cos(2x){\Big )}}
{\displaystyle \sin ^{3}x={\frac {1}{4}}\ {\Big (}3\,\sin x-\sin(3x){\Big )}}
{\displaystyle \sin ^{4}x={\frac {1}{8}}\ {\Big (}3-4\,\cos(2x)+\cos(4x){\Big )}}
{\displaystyle \sin ^{5}x={\frac {1}{16}}\ {\Big (}10\,\sin x-5\,\sin(3x)+\sin(5x){\Big )}}
{\displaystyle \sin ^{6}x={\frac {1}{32}}\ {\Big (}10-15\,\cos(2x)+6\,\cos(4x)-\cos(6x){\Big )}}
{\displaystyle \sin ^{n}x={\frac {1}{2^{n}}}\,\sum _{k=0}^{n}{n \choose k}\,\cos \left((n-2k)\left(x-{\frac {\pi }{2}}\right)\right)\ ;\quad n\in \mathbb {N} }
{\displaystyle \sin ^{n}x={\frac {1}{2^{n}}}\,{n \choose {\frac {n}{2}}}+{\frac {1}{2^{n-1}}}\sum _{k=0}^{{\frac {n}{2}}-1}(-1)^{{\frac {n}{2}}-k}\,{n \choose k}\,\cos {((n-2k)x)};\quad n\in \mathbb {N} {\text{ und }}n{\text{ gerade }}}
{\displaystyle \sin ^{n}x={\frac {1}{2^{n-1}}}\,\sum _{k=0}^{\frac {n-1}{2}}(-1)^{{\frac {n-1}{2}}-k}\,{n \choose k}\,\sin {((n-2k)x)};\quad n\in \mathbb {N} {\text{ und }}n{\text{ ungerade}}}

#### Kosinus
{\displaystyle \cos ^{2}x={\frac {1}{2}}\ {\Big (}1+\cos(2x){\Big )}}
{\displaystyle \cos ^{3}x={\frac {1}{4}}\ {\Big (}3\,\cos x+\cos(3x){\Big )}}
{\displaystyle \cos ^{4}x={\frac {1}{8}}\ {\Big (}3+4\,\cos(2x)+\cos(4x){\Big )}}
{\displaystyle \cos ^{5}x={\frac {1}{16}}\ {\Big (}10\,\cos x+5\,\cos(3x)+\cos(5x){\Big )}}
{\displaystyle \cos ^{6}x={\frac {1}{32}}\ {\Big (}10+15\,\cos(2x)+6\,\cos(4x)+\cos(6x){\Big )}}
{\displaystyle \cos ^{n}x={\frac {1}{2^{n}}}\,\sum _{k=0}^{n}{n \choose k}\,\cos((n-2k)x);\quad n\in \mathbb {N} }
{\displaystyle \cos ^{n}x={\frac {1}{2^{n}}}\,{n \choose {\frac {n}{2}}}+{\frac {1}{2^{n-1}}}\sum _{k=0}^{{\frac {n}{2}}-1}{n \choose k}\,\cos {((n-2k)x)};\quad n\in \mathbb {N} {\text{ und }}n{\text{ gerade }}}
{\displaystyle \cos ^{n}x={\frac {1}{2^{n-1}}}\,\sum _{k=0}^{\frac {n-1}{2}}{n \choose k}\,\cos {((n-2k)x)};\quad n\in \mathbb {N} {\text{ und }}n{\text{ ungerade}}}

#### Tangens
{\displaystyle \tan ^{2}x={\frac {1-\cos(2x)}{1+\cos(2x)}}=\sec ^{2}(x)-1}

### Umrechnung in andere trigonometrische Funktionen
{\displaystyle \sin(\arccos x)=\cos(\arcsin x)={\sqrt {1-x^{2}}}}
{\displaystyle \sin(\arctan x)=\cos(\operatorname {arccot} x)={\frac {x}{\sqrt {1+x^{2}}}}}
{\displaystyle \sin(\operatorname {arccot} x)=\cos(\arctan x)={\frac {1}{\sqrt {1+x^{2}}}}}
{\displaystyle \tan(\arcsin x)=\cot(\arccos x)={\frac {x}{\sqrt {1-x^{2}}}}}
{\displaystyle \tan(\arccos x)=\cot(\arcsin x)={\frac {\sqrt {1-x^{2}}}{x}}}
{\displaystyle \tan(\operatorname {arccot} x)=\cot(\arctan x)={\frac {1}{x}}}

### Weitere Formeln für den Fallα+β+γ= 180°
Die folgenden Formeln gelten für beliebige ebene Dreiecke und folgen nach längeren Termumformungen aus {\displaystyle \alpha +\beta +\gamma =180^{\circ }}, solange die in den Formeln vorkommenden Funktionen wohldefiniert sind (Letzteres betrifft nur die Formeln, in denen Tangens und Kotangens vorkommen).
{\displaystyle {\begin{aligned}\tan \alpha +\tan \beta +\tan \gamma &=\tan \alpha \tan \beta \tan \gamma \\\cot {\frac {\alpha }{2}}+\cot {\frac {\beta }{2}}+\cot {\frac {\gamma }{2}}&=\cot {\frac {\alpha }{2}}\cot {\frac {\beta }{2}}\cot {\frac {\gamma }{2}}\end{aligned}}}
{\displaystyle {\begin{aligned}\cot \beta \cot \gamma +\cot \gamma \cot \alpha +\cot \alpha \cot \beta &=1\\\tan {\frac {\beta }{2}}\tan {\frac {\gamma }{2}}+\tan {\frac {\gamma }{2}}\tan {\frac {\alpha }{2}}+\tan {\frac {\alpha }{2}}\tan {\frac {\beta }{2}}&=1\end{aligned}}}
{\displaystyle {\begin{aligned}\sin \alpha +\sin \beta +\sin \gamma &=4\cos {\frac {\alpha }{2}}\cos {\frac {\beta }{2}}\cos {\frac {\gamma }{2}}\\-\sin \alpha +\sin \beta +\sin \gamma &=4\cos {\frac {\alpha }{2}}\sin {\frac {\beta }{2}}\sin {\frac {\gamma }{2}}\end{aligned}}}
{\displaystyle {\begin{aligned}\cos \alpha +\cos \beta +\cos \gamma &=4\sin {\frac {\alpha }{2}}\sin {\frac {\beta }{2}}\sin {\frac {\gamma }{2}}+1\\-\cos \alpha +\cos \beta +\cos \gamma &=4\sin {\frac {\alpha }{2}}\cos {\frac {\beta }{2}}\cos {\frac {\gamma }{2}}-1\end{aligned}}}
{\displaystyle {\begin{aligned}\sin 2\alpha +\sin 2\beta +\sin 2\gamma &=4\sin \alpha \sin \beta \sin \gamma \\-\sin 2\alpha +\sin 2\beta +\sin 2\gamma &=4\sin \alpha \cos \beta \cos \gamma \end{aligned}}}
{\displaystyle {\begin{aligned}\cos 2\alpha +\cos 2\beta +\cos 2\gamma &=-4\cos \alpha \cos \beta \cos \gamma -1\\-\cos 2\alpha +\cos 2\beta +\cos 2\gamma &=-4\cos \alpha \sin \beta \sin \gamma +1\end{aligned}}}
{\displaystyle {\begin{aligned}\sin ^{2}\alpha +\sin ^{2}\beta +\sin ^{2}\gamma &=2\cos \alpha \cos \beta \cos \gamma +2\\-\sin ^{2}\alpha +\sin ^{2}\beta +\sin ^{2}\gamma &=2\cos \alpha \sin \beta \sin \gamma \end{aligned}}}
{\displaystyle {\begin{aligned}\cos ^{2}\alpha +\cos ^{2}\beta +\cos ^{2}\gamma &=-2\cos \alpha \cos \beta \cos \gamma +1\\-\cos ^{2}\alpha +\cos ^{2}\beta +\cos ^{2}\gamma &=-2\cos \alpha \sin \beta \sin \gamma +1\end{aligned}}}
{\displaystyle {\begin{aligned}\sin ^{2}2\alpha +\sin ^{2}2\beta +\sin ^{2}2\gamma &=-2\cos 2\alpha \cos 2\beta \cos 2\gamma +2\\-\sin ^{2}2\alpha +\sin ^{2}2\beta +\sin ^{2}2\gamma &=-2\cos 2\alpha \sin 2\beta \sin 2\gamma \end{aligned}}}
{\displaystyle {\begin{aligned}\cos ^{2}2\alpha +\cos ^{2}2\beta +\cos ^{2}2\gamma &=2\cos 2\alpha \cos 2\beta \cos 2\gamma +1\\-\cos ^{2}2\alpha +\cos ^{2}2\beta +\cos ^{2}2\gamma &=2\cos 2\alpha \sin 2\beta \sin 2\gamma +1\end{aligned}}}
{\displaystyle {\begin{aligned}\sin ^{2}{\frac {\alpha }{2}}+\sin ^{2}{\frac {\beta }{2}}+\sin ^{2}{\frac {\gamma }{2}}&=-2\sin {\frac {\alpha }{2}}\sin {\frac {\beta }{2}}\sin {\frac {\gamma }{2}}+1\\-\sin ^{2}{\frac {\alpha }{2}}+\sin ^{2}{\frac {\beta }{2}}+\sin ^{2}{\frac {\gamma }{2}}&=-2\sin {\frac {\alpha }{2}}\cos {\frac {\beta }{2}}\cos {\frac {\gamma }{2}}+1\end{aligned}}}
{\displaystyle {\begin{aligned}\cos ^{2}{\frac {\alpha }{2}}+\cos ^{2}{\frac {\beta }{2}}+\cos ^{2}{\frac {\gamma }{2}}&=2\sin {\frac {\alpha }{2}}\sin {\frac {\beta }{2}}\sin {\frac {\gamma }{2}}+2\\-\cos ^{2}{\frac {\alpha }{2}}+\cos ^{2}{\frac {\beta }{2}}+\cos ^{2}{\frac {\gamma }{2}}&=2\sin {\frac {\alpha }{2}}\cos {\frac {\beta }{2}}\cos {\frac {\gamma }{2}}\end{aligned}}}

### Sinusoid und Linearkombination mit gleicher Phase
{\displaystyle {\begin{aligned}a\sin \alpha +b\cos \alpha =&{\begin{cases}{\sqrt {a^{2}+b^{2}}}\sin \left(\alpha +\arctan \left({\tfrac {b}{a}}\right)\right)&{\text{, für alle }}a>0\\{\sqrt {a^{2}+b^{2}}}\cos \left(\alpha -\arctan \left({\tfrac {a}{b}}\right)\right)&{\text{, für alle }}b>0\end{cases}}\end{aligned}}}
{\displaystyle {\begin{aligned}a\cos \alpha +b\sin \alpha =\operatorname {sgn}(a){\sqrt {a^{2}+b^{2}}}\cos \left(\alpha +\arctan \left(-{\tfrac {b}{a}}\right)\right)\end{aligned}}}
{\displaystyle a\sin(x+\alpha )+b\sin(x+\beta )={\sqrt {a^{2}+b^{2}+2ab\cos(\alpha -\beta )}}\cdot \sin(x+\delta ),}
wobei {\displaystyle \delta =\operatorname {atan2} (a\sin \alpha +b\sin \beta ,a\cos \alpha +b\cos \beta ).}
Allgemeiner ist
{\displaystyle \sum _{i}a_{i}\sin(x+\delta _{i})=a\sin(x+\delta ),}
wobei
{\displaystyle a^{2}=\sum _{i,j}a_{i}a_{j}\cos(\delta _{i}-\delta _{j})}
und
{\displaystyle \delta =\operatorname {atan2} \left(\sum _{i}a_{i}\sin \delta _{i},\sum _{i}a_{i}\cos \delta _{i}\right).}

### Ableitungen und Stammfunktionen
Siehe Formelsammlung Ableitungen und Stammfunktionen

### Bestimmte Integrale
Die Lösungen der nachfolgenden bestimmten Integrale stehen im Zusammenhang mit der Euler’schen Betafunktion, welche weiterhin mit der Gammafunktion verknüpft ist. Das zweite Integral ist z. B. in der Physik bei der Berechnung von Kräften zwischen zylinderförmigen Dauermagneten unter Verwendung der sogenannten Multipol-Entwicklung hilfreich.
{\displaystyle \int _{0}^{\pi /2}\cos ^{\nu _{1}}\varphi \sin ^{\nu _{2}}\varphi \;{\text{d}}\varphi ={\frac {1}{2}}\cdot \operatorname {B} \left({\frac {\nu _{1}+1}{2}},{\frac {\nu _{2}+1}{2}}\right)\;,\quad {\text{Re}}\left({\frac {\nu _{j}+1}{2}}\right)>0}
{\displaystyle \int _{0}^{\pi }\cos ^{\nu _{1}}\varphi \sin ^{\nu _{2}}\varphi \;{\text{d}}\varphi =\operatorname {B} \left({\frac {\nu _{1}+1}{2}},{\frac {\nu _{2}+1}{2}}\right)\cdot {\frac {1+(-1)^{\nu _{1}}}{2}},\quad \nu _{j}=0,1,2,3,\dots }
{\displaystyle \int _{0}^{2\pi }\cos ^{\nu _{1}}\varphi \sin ^{\nu _{2}}\varphi \;{\text{d}}\varphi =2\cdot \operatorname {B} \left({\frac {\nu _{1}+1}{2}},{\frac {\nu _{2}+1}{2}}\right)\cdot {\frac {1+(-1)^{\nu _{1}}}{2}}\cdot {\frac {1+(-1)^{\nu _{2}}}{2}},\quad \nu _{j}=0,1,2,3,\dots }

### Reihenentwicklung

Der Sinus (rot) verglichen mit seinem 7. Taylorpolynom (grün)

Wie auch sonst in der Analysis werden alle Winkel im Bogenmaß angegeben.
Man kann zeigen, dass der Kosinus die Ableitung des Sinus darstellt und die Ableitung des Kosinus der negative Sinus ist. Hat man diese Ableitungen, kann man die Taylorreihe entwickeln (am einfachsten mit dem Entwicklungspunkt {\displaystyle x=0}) und zeigen, dass die folgenden Identitäten für alle {\displaystyle x} aus den reellen Zahlen gelten. Mit diesen Reihen werden die trigonometrischen Funktionen für komplexe Argumente definiert ({\displaystyle B_{n}} bzw. {\displaystyle \beta _{n}} bezeichnet dabei die Bernoulli-Zahlen):
{\displaystyle {\begin{aligned}\sin x&=\sum _{n=0}^{\infty }{\frac {(-1)^{n}}{(2n+1)!}}x^{2n+1}\\&=x-{\frac {x^{3}}{3!}}+{\frac {x^{5}}{5!}}-{\frac {x^{7}}{7!}}\pm \cdots \;,\qquad |x|<\infty \end{aligned}}}
{\displaystyle {\begin{aligned}\cos x&=\sum _{n=0}^{\infty }{\frac {(-1)^{n}}{(2n)!}}x^{2n}\\&=1-{\frac {x^{2}}{2!}}+{\frac {x^{4}}{4!}}-{\frac {x^{6}}{6!}}\pm \cdots \;,\qquad |x|<\infty \end{aligned}}}
{\displaystyle {\begin{aligned}\tan x&=\sum _{n=1}^{\infty }(-1)^{n}{\frac {2^{2n}(1-2^{2n})\beta _{2n}}{(2n)!}}x^{2n-1}=\sum _{n=1}^{\infty }{\frac {(-1)^{n-1}2^{2n}(2^{2n}-1)B_{2n}}{(2n)!}}x^{2n-1}\\&=x+{\frac {1}{3}}x^{3}+{\frac {2}{15}}x^{5}+{\frac {17}{315}}x^{7}+{\frac {62}{2835}}x^{9}+\,\cdots \qquad |x|<{\tfrac {\pi }{2}}\end{aligned}}}
{\displaystyle {\begin{aligned}\cot x&={\frac {1}{x}}-\sum _{n=1}^{\infty }{\frac {\left(-1\right)^{n-1}2^{2n}\beta _{2n}}{(2n)!}}x^{2n-1}={\frac {1}{x}}-\sum _{n=1}^{\infty }{\frac {(-1)^{n-1}2^{2n}B_{2n}}{(2n)!}}x^{2n-1}\\&={\frac {1}{x}}-{\frac {1}{3}}x-{\frac {1}{45}}x^{3}-{\frac {2}{945}}x^{5}-{\frac {1}{4725}}x^{7}-\,\cdots ,\qquad 0<|x|<\pi \end{aligned}}}

### Produktentwicklung
{\displaystyle \sin(x)=x\prod _{k=1}^{\infty }\left(1-{\frac {x^{2}}{k^{2}\pi ^{2}}}\right)}
{\displaystyle \cos(x)=\prod _{k=1}^{\infty }\left(1-{\frac {4x^{2}}{(2k-1)^{2}\pi ^{2}}}\right)}
{\displaystyle \sin(x)=\prod _{n=-\infty }^{\infty }\left({\frac {x+n\pi }{{\frac {\pi }{2}}+n\pi }}\right)}
{\displaystyle \cos(x)=\prod _{n=-\infty }^{\infty }\left({\frac {x+n\pi +{\frac {\pi }{2}}}{{\frac {\pi }{2}}+n\pi }}\right)}
{\displaystyle \tan(x)=\prod _{n=-\infty }^{\infty }\left({\frac {x+n\pi }{x+n\pi +{\frac {\pi }{2}}}}\right)}
{\displaystyle \csc(x)=\prod _{n=-\infty }^{\infty }\left({\frac {{\frac {\pi }{2}}+n\pi }{x+n\pi }}\right)}
{\displaystyle \sec(x)=\prod _{n=-\infty }^{\infty }\left({\frac {{\frac {\pi }{2}}+n\pi }{x+n\pi +{\frac {\pi }{2}}}}\right)}
{\displaystyle \cot(x)=\prod _{n=-\infty }^{\infty }\left({\frac {x+n\pi +{\frac {\pi }{2}}}{x+n\pi }}\right)}

### Zusammenhang mit der komplexen Exponentialfunktion
Ferner besteht zwischen den Funktionen {\displaystyle \sin x}, {\displaystyle \cos x} und der komplexen Exponentialfunktion {\displaystyle \exp(\mathrm {i} x)} folgender Zusammenhang:
{\displaystyle \exp(\pm \mathrm {i} x)=\cos x\pm \mathrm {i} \sin x=e^{\pm \mathrm {i} x}} (Eulersche Formel)
Weiterhin wird {\displaystyle \cos {x}+\mathrm {i} \sin {x}=:\operatorname {cis} (x)} geschrieben.
Auf Grund der oben genannten Symmetrien gilt weiter:
{\displaystyle \cos x={\frac {\exp(\mathrm {i} x)+\exp(-\mathrm {i} x)}{2}}}
{\displaystyle \sin x={\frac {\exp(\mathrm {i} x)-\exp(-\mathrm {i} x)}{2\mathrm {i} }}}
Mit diesen Beziehungen können einige Additionstheoreme besonders einfach und elegant hergeleitet werden.

## Sphärische Trigonometrie
Eine Formelsammlung für das rechtwinklige und das allgemeine Dreieck auf der Kugeloberfläche findet sich in einem eigenen Kapitel.